# Anthyllis lemanniana
Anthyllis lemanniana é uma espécie de planta com flor pertencente à família Fabaceae. É endémica do Arquipélago da Madeira.
A autoridade científica da espécie é Lowe, tendo sido publicada em Hooker's Journal of Botany and Kew Garden Miscellany 8: 291. 1856.

## Proteção
Encontra-se protegida por legislação portuguesa ou da Comunidade Europeia, nomeadamente pelo Anexo II e IV da Diretiva Habitats e pelo Anexo I da Convenção sobre a Vida Selvagem e os Habitats Naturais na Europa.